# 鄭經翰
鄭經翰，GBS，JP（1946年7月3日—），原名鄭永福，加拿大華人，於香港長大，人稱「鄭大班」，前香港的電台政論節目主持及前香港立法會議員，已移居加拿大。

## 背景
鄭經翰籍貫廣東潮州，於香港長大。他被稱為前“十點前特首”，得名原因起自他在特首上班前，會透過他的政論節目《風波裏的茶杯》，討論政治經濟局勢。鄭經翰有3名胞妹，早年居住在九龍旺角花園街舊樓、油麻地以及深水埗元洲街板間房，10多歲時與其餘6名家人移居彩虹邨。他畢業於福榮街官立小學，升中時獲派入讀福華街實用中學，而後因學校合併而於九龍工業學校完成學業。他曾移民加拿大學習維修飛機，繼而才於1983年回流香港投身出版界，創辦了一間出版公司。鄭經翰曾當過香港立法會議員，為泛民主派一員，任資訊科技及廣播事務委員會主席，於2004年阻撓領匯上市。他後來創辦了香港數碼廣播有限公司和網台D100 Radio 。2010年因獲頒金紫荊星章而引起爭議。此外他，亦是香港工程師學會資深會員，曾擔任航空分部主席。

## 大事年表
- 1946年 出生於香港
- 1965年 離開中學加入港機工程當飛機維修學徒
- 1968年 移民加拿大
- 1983年 回流香港加盟星島集團
- 1986年 創立三思傳播集團
- 1991年 三思傳播被百樂門出版收購
- 1993年 主持《龍門陣》
- 1995年 離開百樂門及三思傳播，開始主持《風波裡的茶杯》
- 1998年 上班途中被兇徒襲擊
- 2000年 創立36.com
- 2003年 因在沙士時的言論被譽為「十點前特首」
- 2004年 封咪事件，被商台解僱，當選香港立法會議員，反對房委會將名下商場私有化
- 2006年 獲太平紳士榮譽
- 2008年 雄濤廣播獲電台牌照，不再連任立法會議員
- 2009年 籌備香港首個數碼聲音廣播電台
- 2010年 獲香港特別行政區政府授勳金紫荊星章，雄濤廣播正式放棄AM頻道，並獲七條數碼廣播頻道。
- 2012年 曾蔭權大宅曝光後，雄濤股東鄭經翰曾緊急聯絡公關公司，在報紙上刊登啟示。[6]
- 2012年 香港數碼廣播有限公司爆發股東爭拗，導致停播，並引發近七萬群眾聚集政府總部門口抗議香港數碼廣播被政治打壓。及後林旭華發起D100義播，他擔任嘉賓主持。[7] 同年，邀請蘋果日報老闆黎智英到DBC接受訪問，為温和民主派在立法會選舉中拉票。
- 2012年 捲入曾蔭權利益衝突案。[8][9]
- 2018年 回流加拿大

## 公共職務
- 1982年-1983年 第2屆香港電影金像獎執委會主席
- 2003年-2004年 證券及期貨事務監察委員會股東權益小組成員
- 2004年-2008年 立法會議員（九龍東選區）
- 2009年-2013年 獨立監察警方處理投訴委員會委員
- 2010年 梅窩水燈天燈節2010 籌備委員會顧問
- 2011年-2013年 香港電影發展局非官方委員
- 2013年-2014年 香港工程師學會航空分部主席
- 長者安居服務協會執行委員會主席（至今）

## 早年生活
早年在香港接受教育，曾住在彩虹邨及長沙灣廉租屋，小學就讀福榮街官立小學，中學就讀於福華街實用中學及九龍工業學校，初中班主任為後來的民政事務局局長藍鴻震。母親因在銀行大班家中打住家工的關係，在1968年舉家移民加拿大，隨後成為飛機維修學徒，並取得飛機工程師專業資格，從1970年至1981年，在加拿大溫哥華的加拿大太平洋航空公司擔任飛機工程師。

## 出版事業
在1981年，他不再從事航空方面工作，並成為獨立的市場顧問。1983年，在星島集團主席胡仙邀請下返港，出任星島集團廣告、市場推廣、商業發展等方面的主管，1985年離任。
在出任中加合資企業的顧問時，曾出任競投香港輕鐵系統工程顧問，其後，他於1986年成立三思傳播集團，除了創立《資本雜誌》，亦引入《Playboy》、《Forbes》等雜誌在香港出版中文版。
1990年，三思傳播因傑出企業成就得到獎項，在1991年，三思傳播被上市公司百樂門收購，鄭經翰擔任行政總裁至1994年。
在1990年初，他將原《廣州画報》更名为《現代画报》，后《現代画報》更名为《新現代画報》，并于1999年收講廣州日報報業集團所有。
在1999年，他乘科網熱潮成立36.com，在2000年成功在創業板上市，最初為網站，後來創立《茶杯》雜誌，《茶杯》雜誌最初是周刊，後來變成月刊。現時鄭經翰仍是《茶杯》雜誌的榮譽社長。

## 主持政論節目
在1994年，他與黃毓民以及陳耀南，共同主持亞洲電視政論節目《龍門陣》大受歡迎。1995年，商業電台俞琤邀請鄭經翰主持早晨政論節目《風波裡的茶杯》，由於他在節目中批評官員毫不留情，而且留觸及不少熱門民生和時政話題，因此是香港廣播界最受歡迎政論節目，連續十年獲最受歡迎主持人，《風波裡的茶杯》亦在最受歡迎節目首位。1997年，他亦因這個節目，獲《時代周刊》選為香港廿五個最有影響力的人。1998年，獲《商業周刊》選為五十名亞洲之星，以及在2000年獲《亞洲週刊》和《明報》選為廿五名對香港最有影響力的人。
而在2003年沙士襲港期間，醫管局的醫護人員經常致電節目，投訴當局抗炎行動遲緩，他不單聯絡有關官員公開對質，並發起「一人一口罩」等行動支援前線醫護人員，令他被譽為「十點前特首」。他並一口氣向加拿大的廠商訂購五十萬樽維他命C，派給全港中學生。又發起「一人一個橙」活動，成功籌募等值約一億港元的物資和服務。

### 上班途中被凶徒襲擊
他的影響力亦令他招人襲擊，在1998年8月19日清晨六點半，鄭經翰上班時於商台停車場通道被兩名男子襲擊，身中八刀，手筋被砍斷，其中雙手和盆骨被砍斷，生命一度陷於垂危，他要在伊利莎伯醫院休養兩個月。同年10月康復後開咪。當年警方及電台分別懸紅100萬元及300萬元緝兇，結果還是懸案一宗。
鄭經翰遇襲事件震驚中、外傳媒，美國有線新聞網絡將這段新聞放在晚間頭條作出詳細報導，對於暴力入侵香港新聞界，國際傳媒表示關注。事後，警方循各方面進行調查，包括鄭經翰在生意投資及是否跟人結怨。傳聞鄭經翰在遇襲前，曾經猛烈抨擊黑市期指造市，要求政府立例監管，有人懷疑是黑社會買兇要鄭經翰「閉嘴」。警方曾經扣查多名嫌疑人物，但鄭經翰表示未能認出，警方及商業電台分別懸紅100萬及300萬元緝兇，但懸紅期限已過，案件仍然未偵破，最後也不了了之。鄭經翰休養半年後逐漸康復，在病榻中接受訪問時，感嘆生命很脆弱，而這次不幸的遭遇令人驚覺香港言論自由的基礎亦很脆弱。
當時與鄭經翰一同主持《風波裏的茶杯》節目的林旭華後來表示，鄭經翰在遇襲前並沒有收到恐嚇，但曾經有來歷不明的人士來電問及鄭經翰是否記得林彬。林彬是商業電台在1967年六七暴動期間的節目主持人，當年林彬在節目《欲罷不能》及《時事評論》猛烈批評左派暴徒擾亂香港秩序，又在清華街慘案發生後在廣播節目中譴責左派兇徒犯下滅絕人性的暴行，至同年8月24日，林彬和堂弟林光海在返回商業電台上班的途中遭到左派暴徒伏擊，兩人慘被活活燒死。
商業電台老闆何佐芝在錄音室寫下「話到口中留幾句，理從是處讓三分」的對聯，來提醒鄭經翰凡事留有餘地。事實上，鄭經翰加入商業電台主持節目後，曾經遭到恐嚇，而鄭經翰的名聲和影響力，最終招致報復襲擊。
2004年，鄭經翰接受《蘋果日報》訪問披露當年被斬原因，鄭說其中一個原因是他當時全力支持政府入市打大鱷觸動利益者所致。

### 「封咪」（封嘴）事件
在沙士襲港期間，鄭經翰為維護醫護人員福利，毫不留情公開指責與他友好的時任醫管局署理行政總監高永文，在2003年4月，他又指房屋署助理署長劉啟雄是狗官，在當年6月，有消息傳出當局只會為商台續牌三年，2003年夏天，鄭經翰據聞為息事寧人，令商台順利續牌，向商台申請休假，自我封咪，並於當年秋季恢復主持節目。
在2004年5月1日，他以受到壓力為理由，再度宣布暫時休假，由李鵬飛、梁文道、蔡東豪、蔡子強等人暫代主持，期間俞琤突然宣佈解僱鄭經翰，被迫封咪，雙方並多次在記者會和傳媒對質。之後，商台先後解僱蔡東豪和梁文道，並且停止《風波裡的茶杯》另一名暫代主持蔡子強的職務。而《風波裡的茶杯》，在2004年10月由《在晴朗的一天出發》取代。根據港台2004年底公布的收聽調查報告，鄭經翰主持的《風波裡的茶杯》高峰期有達45萬人收聽，及後頂替的《在晴朗的一天出發》只有15萬。市場更有消息傳出，大班封咪後短短半年，《風波》時段的廣告收入跌近兩成。而一年後，商台廣告更從高峰的2700萬元，急跌至1700萬元。

## 廣播軼事
2015年香港區議會選舉期間，鄭經翰於風波裏的茶杯大斥蕭若元為「契弟」，唔識野學人做，以洩蕭若元對自己於DBC欠下黃楚標及黃仲棋（前民主黨籍深水埗區議會主席）數碼收音機的採購開支不實指控。

## 立法會議員
在2004年8月，鄭經翰表示要參政，競選前線秘書長，夥同黃大仙區竹園北選區區議員陶君行參選香港立法會，出戰九龍東選區。他立刻申請放棄加拿大國籍，以七萬三千多票當選，成為當屆票王。但在2008年，他宣布不再尋求連任，交棒陶君行但失敗。
鄭經翰在立法會期間，曾擔任政府帳目委員會成員，以及資訊科技及廣播事務委員會主席。他在立法會屬於民主派成員，在2005年跟隨民主派立場投票否決政改，不過在提名其好友曾蔭權參選行政長官問題上，他與民主派出現意見分歧，更被民主派視為特首曾蔭權安插在議會的「煲呔針」（意即特首的線眼）。

## 「領匯」事件
在2004年12月，房屋署在繞過立法會情況下，將香港一百五十個公屋商鋪及八萬個停車位，注入領匯房地產信託投資基金，並在當年12月招股上市，打算在12月16日於港交所主板市場掛牌上市。
鄭經翰以政府賤賣資產為由反對私有化，並在2004年12月8日支持公屋居民盧少蘭入稟高等法院指房委會違反《房屋條例》，禁止房委會注入資產上市。雖然最終訴訟被香港終審法院駁回，但由於未能在上市前完成訴訟，第一次上市撤回，在2005年才再度上市。
當時鄭經翰反對領匯上市，被指阻人發達，在2005年元旦，由部分政客和傳媒鼓動、報稱有五萬人上街聲討所謂反對領匯上市的「幕後黑手」大遊行，有指參加遊行人背景複雜，參加人士有議員和聯交所董事，以及工聯會屬下證券職工會，有些平日形象高貴、出身世家的金融界人士也踴躍參加，並且高呼口號要求鄭經翰下台。翌日，全港傳媒大事報道，但報導中，並不認為其中部分具暴力恫嚇成份口號有問題，甚至予以肯定。有些平日表現正派的傳媒也只是袖手旁觀，並未有指摘遊行中有可能非法和不當言行。
但在2007年，越來越多關於領匯投訴後，公眾對鄭經翰當時立場轉向支持，他亦在宣傳品上強調在2004年12月，曾明確反對領匯上市。

## 香港數碼廣播
鄭經翰創辦 Wave Media Limited 雄濤廣播有限公司 後名改為 Digital Broadcasting Corporation 香港數碼廣播有限公司，在2008年獲行政會議批出數碼廣播牌照，他在獲數碼廣播牌照的同時也宣布不會尋求連任立法會議員。在2011年分階段啟播後，他再度主持風波裡的茶杯，但之後捲入股東爭拗，導致香港數碼廣播有限公司停播，該節目再度停播。
股東爭拗餘波未了，前港姐、dbc《美麗基因》節目主持楊美儀稱，與dbc的合約原於2012年十月底屆滿，惟dbc於2012年六月底將其解僱。審裁官昨表明，dbc在此案上確有理虧。楊美儀昨透露dbc內部混亂，更形容鄭經翰「唔識揸船，架船就沉，就推我落海，對我不仁不義」，並誓言「我永遠都唔會再同鄭經翰合作」。

## 私人生活
鄭經翰在1974年，曾在加拿大與廣東流行曲天后徐小鳳結婚，二人後於1979年離婚。
在1987年，鄭經翰娶了1981年香港小姐冠軍勞錦嫦為妻，並育有三名兒子。

## 公益事業
他在七十年代已經在加拿大積極參與少數族裔平權運動，在八十年代回港後，1987年創辦在港加拿大華人協會，香港出版人協會主席及常委，香港電影金像獎主席等。在1996年，創辦長者安居服務協會，並擔任其中一名信託人，而長者安居服務協會向全港長者提供平安鐘緊急求助服務。

## 金紫荊星章
2010年，鄭經翰獲頒授金紫荊星章。

## 外部連結
- 鄭經翰 大班人語（页面存档备份，存于）
- 九東家書：鄭經翰個人網頁（页面存档备份，存于）
- 香港立法會：鄭經翰議員
- 於881903.com的個人介紹